# 13954 Born
13954 Born è un asteroide della fascia principale. Scoperto nel 1990, presenta un'orbita caratterizzata da un semiasse maggiore pari a 2,5446856 UA e da un'eccentricità di 0,1382576, inclinata di 13,90830° rispetto all'eclittica.